# Sloupská lípa
Sloupská lípa je památný strom, lípa velkolistá (širokolistá) v zastavěné části obce Sloup v Čechách na Českolipsku, v nadmořské výšce 320 metrů. Do seznamu památných stromů byla zařazena 24. dubna 1995 rozhodnutím RŽP OKÚ Česká Lípa.

## Základní údaje
- název: Sloupská lípa
- výška: 20 m (18 m dle tabulky u stromu)
- obvod: 750 cm
- věk: 560 (2002) [1], 560 let dle tabulky u stromu

Strom roste poblíž starého roubeného statku č. p. 109 na křižovatce ulic Spojovací a Ke hradu v jihozápadní části obce, jižně od kostela sv. Kateřiny. Kolem stromu jsou vedeny značené turistické trasy (modrá, žlutá). 

## Stav stromu a údržba
V kmeni je velká dutina. Ve výšce 5 metrů se vydělují dvě hlavní větve. Samotná koruna má zhruba 15 metrů v průměru. Strom je dostatečně udržovaný. 

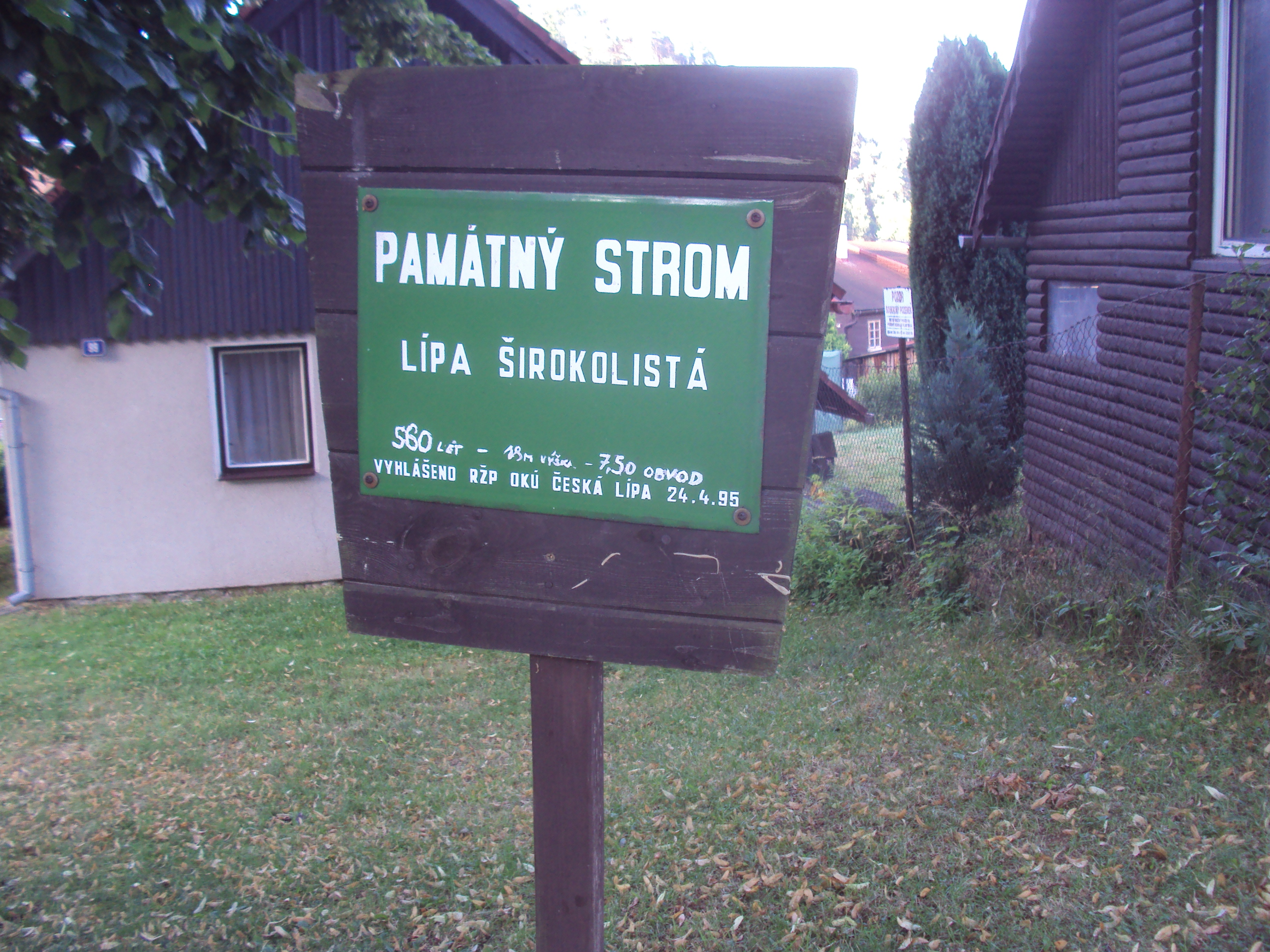
Tabulka u paty stromu